# Pep Band

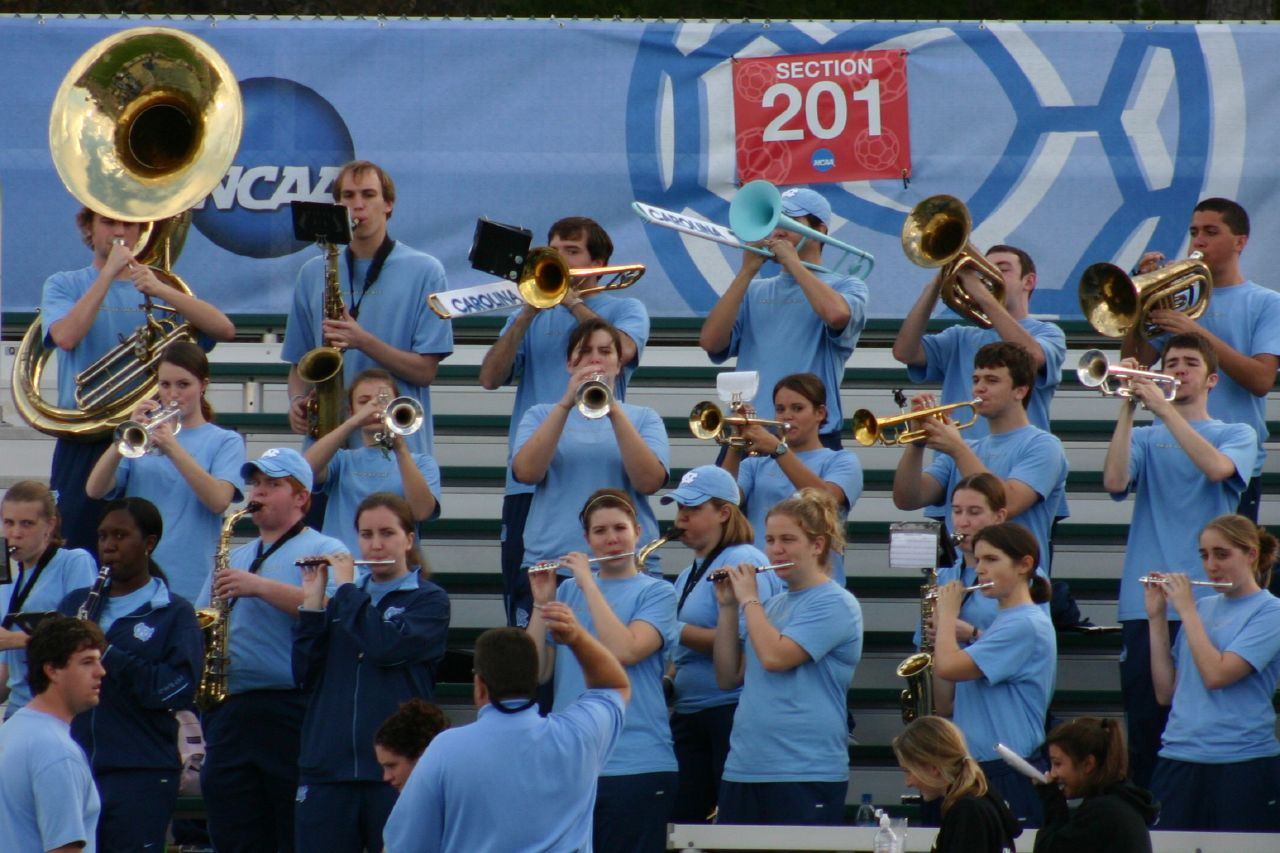
UNC Tar Heels Pep Band

Als Pep Band bezeichnet man eine nicht marschierende Marching Band. In den USA sehr verbreitet, spielen Pep Bands z. B. bei Basketball-, Hockey- oder Baseballspielen auf der Tribüne. Das Besondere dabei ist, dass nicht die üblichen Konzertinstrumente verwendet werden, sondern auch die speziellen Marching Instrumente. Da nicht marschiert wird, kommen des Öfteren auch Keyboards, E-Gitarre oder E-Bass zum Einsatz.

## Instrumente
Pep Bands verwenden in der Regel dieselben Instrumente wie Marching Bands:
- Holzblasinstrumente, z. B. Piccoloflöte, Flöte, Klarinette, Saxophon
- Blechblasinstrumente, z. B. Trompete,  Flügelhorn, Kornett, Mellophon, Posaune, Baritonhorn, Tuba
- Schlaginstrumente, z. B. Snare Drum, Cymbal, Marching Toms oder auch kurz Quad genannt, Tonal Bass Drum, Tenor Drums, Xylophone, Metallophon, Marimba, Vibraphon, Percussion.

Baritone haben bei Marching und Pep Bands einen nach vorne gerichteten Trichter. Man bezeichnet diese dann auch als Marching Bariton. Marching Euphonium haben eine größere Mensur (Vergleich Tenorhorn/Baritonhorn). Tubas werden oft durch Sousaphon ersetzt. Es gibt auch eine sogenannte Marching Tuba, die auf der Schulter getragen wird und nach vorne gerichtet ist. Das Mellophon ersetzt das in der Konzertmusik übliche Waldhorn (French Horn) und ist ebenfalls nach vorne gerichtet. Weiterhin gibt es eine Marching Posaune. Da der Trichter der Posaune aber von Haus aus nach vorne gerichtet ist, sind diese eher weniger in Verwendung.

## Noten
Es gibt zahlreiche Arrangements für Marching und Pep Bands. Die Arrangements sind mit rund zwei Minuten eher kurz gehalten und einfach arrangiert. Je nach Verlag spielen die Flöten eine ähnliche Stimme wie die Klarinetten. Es gibt auch nicht mehrere Flöten oder Klarinettenstimmen, wie es aus Konzertliteratur bekannt ist. Flügelhorn, Cornet und die Alt-Saxophone haben ebenfalls eine ähnliche Stimme, die kurz als Horn bezeichnet wird. Weitere Gruppen sind die Low Brass und Wood, in die die Baritons, Posaunen und die Tenorsaxophone fallen. Trompetenstimmen gibt es je nach Arrangements mehrere sowie eine Tubastimme. Das Schlagzeug teilt sich auf in Mallets, Cymbal, Bass Drum, Snare Drum, Percussion, Tenor Drums, optional Drum Set. Vereinzelt sind auch E-Bass- und Keyboardstimmen bei den Arrangements dabei.

## Musik
Das Angebot an Musik für Pep Bands ist sehr groß. In der Regel spielen Pep Bands eher modernere und bekannte Musikstücke, um ihre Mannschaft bzw. das Publikum anzufeuern. Beliebte Stücke sind z. B. Jump, Smoke on the Water, Stücke von den Blues Brothers und ähnliches.